# Antillostenochrus anseli
Espèce
Antillostenochrus anseli est une espèce de schizomides de la famille des Hubbardiidae.

## Distribution
Cette espèce est endémique de la province de Guantánamo à Cuba.

## Publication originale
- Teruel, 2015 : A new species of Antillostenochrus Armas & Teruel 2002 (Schizomida: Hubbardiidae), from the eastern tip of Cuba. Revista Iberica de Aracnologia, vol. 27, p. 75-80.